# Vassílis Chatzipanagís
Vassílis Chatzipanagís (en grec moderne : Βασίλης Χατζηπαναγής), né le 26 octobre 1954 à Tachkent, est un footballeur international grec, évoluant au poste de milieu de terrain ou d'attaquant.

## Distinctions personnelles
- Membre de la liste des Joueurs en or de l'UEFA.